# مکان اشتباه
مکان اشتباه (به انگلیسی: The Wrong Place) یک فیلم دلهره‌آور آمریکایی به کارگردانی مایک برنز، بر اساس فیلمنامه ای از بیل لارنس، و تهیه کنندگی رندال امت با بازی بروس ویلیس است.
این فیلم یکی از آخرین فیلم‌هایی است که ویلیس در آن نقش آفرینی کرد که به دلیل تشخیص زبان‌پریشی از بازیگری کناره‌گیری کرد. این فیلم در ۱۵ ژوئیه ۲۰۲۲ منتشر شد.

## داستان
این فیلم داستان آشپز متامفتامینی را روایت می‌کند که یک رئیس پلیس سابق شهر کوچک را در تلاش برای جلوگیری از ارائه شهادت شاهد عینی علیه خانواده‌اش شکار می‌کند.

## تولید
تصویربرداری اصلی در آواخر سال ۲۰۲۱ انجام شد.